# Musée de la Visitation de Moulins
Le musée européen de la Visitation est situé à Moulins. Il est consacré à l'ordre de la Visitation et à son patrimoine artistique.
Installé au 4, place de l'Ancien Palais, il organise également des expositions thématiques chaque année à l'hôtel Demoret et chapelle Babute (71, rue d'Allier) qui ont déjà été admirées par plus de 100 000 visiteurs depuis 2007.

## Historique
L'édifice des XVe et XVIIe siècles, est la possession à partir de 1461 de Guillaume Moreau, secrétaire de la duchesse du Bourbonnais et connait de nombreux propriétaires jusqu'à son achat en 1937 par la Société d'émulation du Bourbonnais qui y ouvre, en 1939, un musée d'ethnographie, devenu en 2004 le musée de la Visitation.
En 1990, le monastère de la Visitation de Moulins étant menacé de disparaître, Gérard Picaud, ami de cette communauté, promit à Mère Françoise-Bernadette Lara, professe de la Visitation de Caen, de conserver à Moulins un souvenir de la présence de la Visitation dans cette ville. Il proposa et obtint que le Musée Bourbonnais, géré par la [Société d’Émulation du Bourbonnais], accueille une nouvelle salle consacrée à l’ordre de la Visitation à Moulins.
Avec l’aide d’une quinzaine de monastères, il rassembla 602 objets : souvenirs des saints fondateurs, ouvrages, objets d’art, objets de dévotion, etc. et le 11 décembre 1992, « Regard sur la Visitation » exposition permanente des œuvres de la Visitation, répartie dans trois nouvelles salles du Musée Bourbonnais, ouvrit ses portes. Puis, au fil du temps, l’accueil de nouveaux déposants et des dépôts toujours plus nombreux amenèrent à repenser la conservation et la présentation de ces collections en progression constante.
En 2000, un projet d’extension de l’exposition permanente est lancé. Il concernait l’adjonction de deux nouvelles salles, destinées à permettre un redéploiement des collections, et la présentation, dans des conditions de mise en valeur et de sécurité appropriées, d’un ensemble remarquable d’orfèvrerie. Après un an de travaux, la salle forte fut ouverte au public.
Au premier janvier 2005, la Société d'émulation du Bourbonnais ferme son musée, et le site devient le "Musée de la Visitation". En mai 2005, l’association « Regard sur la Visitation » reçoit l’approbation du Saint-Siège via le Conseil pontifical pour les biens culturels de l’Église. Les collections comptent désormais plus de 19 000 œuvres.
Depuis 2007, le Musée organise chaque année à l'hôtel Demoret une exposition temporaire thématique et publie un livre d'art sur le sujet.

## Description
Le bâtiment est à pignons et coursives en pans de bois. On accède aux étages par un escalier à vis en grès, entièrement restauré, dont la tourelle est reliée à la maison par trois étages de galeries couvertes, à balustrades en bois.